# Tatafa
Tatafa (auch: Tatefa) ist eine Insel im Zentrum von Haʻapai im Pazifik. Sie gehört politisch zum Königreich Tonga.

## Geografie
Das Motu liegt zusammen mit ʻUiha südlich des Kanals Ava Auhangamea, an einer Stelle, an der das Riff sich nach Westen zieht, wo sich die Inselchen Luangahu, Hakauʻata und Lofanga neben weiteren Felsen und Riffinseln erheben. Diese gehören zum Verwaltungsbezirk ʻUiha.
Nach Norden schließt sich ein abgeteilter Riffsaum mit den Inseln Uoleva und Lifuka an.

## Klima
Das Klima ist tropisch heiß, wird jedoch von ständig wehenden Winden gemäßigt. Ebenso wie die anderen Inseln der Haʻapai-Gruppe wird Tatafa gelegentlich von Zyklonen heimgesucht.